# マヌエル・グルデ
マヌエル・グルデ（Manuel Gulde 、1991年2月12日 - ）は、ドイツ・マンハイム出身の元プロサッカー選手。現役時代のポジションは、ディフェンダー。

## 経歴
TSG1899ホッフェンハイムの下部組織出身。トップチームには3シーズン所属したが定位置は確保できなかった。
2012–13シーズンからSCパーダーボルン07に単年契約で加入。
2016年5月、SCフライブルクに単年契約で加入。
2025年5月4日、現役引退を表明した。